# Microsoft Office Project Portfolio Server
Microsoft Project Portfolio Server — программный продукт, целью которого является оказание помощи организациям в вопросах идентификации, выбора и управления портфеля проектов, которые лучше всего соотносятся с их бизнес-стратегией.
Продукт Microsoft Project Portfolio Server возник в результате покупки компанией Microsoft одного из лидеров в области управления портфелем проектов — UMT Portfolio Manager. В 2006 году на базе данного продукта Microsoft выпустил свой продукт под названием Microsoft Project Portfolio Server.
Office Project Portfolio Server объединён с Microsoft Office Project Server, чтобы предоставить организациям непрерывные решения по управлению портфелем. Двунаправленность позволяет пользователям связать Office Project Servers с Office Project Portfolio Server, предоставляя руководителям целостное представление всех проектов в пределах организации.
Project Portfolio Server включает в себя три основных модуля:
- Portfolio Builder,
- Portfolio Optimizer,
- Portfolio DashBoard.

## Portfolio Builder
Portfolio Builder — модуль создан для сбора всех проектов, которые могут быть потенциально интересными для формирования в дальнейшем портфеля проектов.
В Portfolio Builder существуют следующие этапы построения пула проектов:
1. Создание Project Request, то есть проверка проекта на соответствие стратегии, соотношение доходности и риска, общее описание идеи создания данного проекта и т. д.;
2. Согласование (после создания заявки);
3. В случае, если проект утвержден, начинает разрабатываться Бизнес-план;
4. После утвержления Бизнес-плана данный проект становится интересным для организации и в дальнейшем он рассматривается на предмет соответствия стратегии и цели создания портфеля.

## Portfolio Optimizer
Данный модуль отвечает за оптимизацию проектов в портфеле, их отбор и расставление от более приоритетных к менее.
Для того, чтобы проранжировать проекты наилучшим образом сначала необходимо расставить стратегические цели компании в порядке наибольшей приоритетности. Project Portfolio Server автоматически посчитает рейтинг этих целей. Следующий этап — оценка проектов на соответствие стратегическим целям. Затем определяется экономическая эффективность проектов и объем инвестиций на их реализацию, в результате чего получается пузырьковая диаграмма, которая позволяет сделать предварительный прогноз о проектах, которые будут включены в портфель. Второй этап при работе с модулем Portfolio Optimizer — это отбор проектов для дальнейшего включения в портфель с учетом их соответствия различным ограничениям (как правило, финансовым). Таким, образом, получается наиболее эффективный набор проектов в портфель, который в дальнейшем принимается на реализацию.

## Portfolio DashBoard
Данный модуль предназначен для мониторинга проектов на предмет соответствия текущих значений показателей к плановым. Это достаточно удобный и наглядный инструмент, который позволяет на макроуровне выявить существующие проблемы для оперативного вмешательства. В основном, мониторинг происходит по таким показателям как: риски, календарный план, ресурсы и т. д.